# Lucas Moura
Lucas Rodrigues Moura da Silva (São Paulo, 13 de agosto de 1992) é um futebolista brasileiro que atua como meia-atacante ou ponta. Atualmente joga pelo São Paulo.

## Carreira

### Início
Começou sua carreira na escolinha do ex-jogador Marcelinho Carioca em Diadema, lá passou a ser chamado de Marcelinho devido a fisionomia parecida com o ex-jogador. Seis meses depois ele teve uma breve passagem pela escolinha do SERC Santa Maria em São Caetano do Sul, que agora se chama Craques do Futebol sob comando do treinador Dirceu Gabriel Couto.

#### Corinthians
Aos dez anos de idade, Lucas foi para o Corinthians, onde permaneceu nas categorias de base durante três anos, até completar 13 anos de idade. No mesmo momento em que chegou ao Corinthians, foi convidado pelos dirigentes do São Paulo para fazer parte das categorias de base do Tricolor.
Durante esse período os pais do jogador passaram a ficar preocupados com a rotina do filho, pois temiam a queda do rendimento escolar e também do rendimento como jogador. Lucas estudava no período da manhã e treinava no período da tarde. Na companhia dos pais, o jogador tinha que pegar dois ônibus para ir e mais dois ônibus para voltar, chegando em casa somente à noite. Os pais também ficaram preocupados com o método de aquisição de massa muscular.
Preocupados com a rotina diária e com o método utilizado para o fortalecimento físico do seu filho, os pais do jogador foram atrás dos dirigentes corintianos. Pediram para que o seu filho tivesse o acompanhamento de um nutricionista - para que o jogador pudesse ganhar massa muscular corretamente; também pediram para arranjar uma escola que fosse próxima do clube e um alojamento para evitar que o jogador se sobrecarregasse demais e pudesse correr o risco de ter uma queda no seu rendimento escolar e também no futebol. Posteriormente seu pai revelou em uma entrevista que na época os dirigentes responderam: "agora não podemos ver isso".
Esperou por uma solução durante três anos, mas sempre recebeu dos dirigentes a mesma resposta. Com o término do contrato com o Corinthians o pai do jogador foi convidado a visitar o CT do São Paulo em Cotia. Ele ficou satisfeito com o método de trabalho nas categorias de base e também pelo fato que o clube também exigia que os jogadores da base, tivessem um bom desempenho escolar.

#### Chegada ao São Paulo
Lucas chegou ao São Paulo aos 13 anos de idade, ainda conhecido como Marcelinho. Ainda na primeira semana que Lucas começou a treinar no seu novo clube, o pai do jogador acabou passando novamente pela mesma situação que havia passado anteriormente - quando Lucas chegou ao Corinthians, os dirigentes do São Paulo haviam feito um convite para que o jogador treinasse nas categorias de base do tricolor. Porém desta vez a situação era a inversa do que havia acontecido antes - desta vez foram os dirigentes do Corinthians que convidaram para que o jogador voltasse a treinar nas categorias de base do time alvinegro. O pai do jogador fez a mesma escolha quando isso aconteceu pela primeira vez e acabou optando pela permanência do seu filho no time em que estava treinando.
Logo após chegar ao clube, o jogador teve um crescimento no desempenho do seu futebol e ainda no primeiro ano, Lucas foi campeão paulista da sua categoria atuando pelo seu novo clube. Permaneceu atuando nas categorias de base do clube até chegar à faixa etária dos jogadores que disputam a Copa São Paulo de Futebol Júnior.
Depois de ser campeão da Copa São Paulo de Futebol Júnior de 2010, onde teve atuações de destaque, que acabaram fazendo com que o técnico do São Paulo tivesse interesse e acabou sendo integrado no elenco profissional do São Paulo no mês de agosto do mesmo ano, através do técnico Sérgio Baresi. Porém ainda sob o comando de Ricardo Gomes, o jogador não teve oportunidade de estrear profissionalmente.

### Profissional

#### 2010
Estreou profissionalmente no jogo contra o Athletico Paranaense na Arena da Baixada, no dia 8 de agosto de 2010, partida essa que terminaria empatado, ao entrar no decorrer da partida, sob o comando do técnico Milton Cruz — que fazia sua primeira partida como técnico interino, após a demissão do técnico Ricardo Gomes. Foi titular pela primeira vez no jogo contra o Vasco da Gama, no dia 25 de agosto no Morumbi; desta vez sob o comando de outro técnico interino Sérgio Baresi, que comandou o time até a chegada de Carpegiani.
Ainda sob o comando de Sérgio Baresi, depois de jogar como titular pela primeira vez, Lucas passou a ser escalado como titular nos jogos seguintes após manter boas atuações em campo e fez seu primeiro gol como jogador profissional na sua quarta partida como titular, contra o Atlético-MG no Estádio Ipatingão em Minas Gerais. Nesse jogo ele foi o destaque do São Paulo, pois além de ter marcado o gol de empate, Lucas ainda construiu a jogada que terminaria com o gol da virada feito pelo Fernandão e que resultaria na vitória do São Paulo. Lucas passou a ter mais chances entre os titulares também com o novo treinador, fato que melhorou bastante o seu desempenho nas partidas.
Lucas passou a ganhar destaque na imprensa devido ao seu desempenho em campo e até acabou virando motivo de discussão entre os presidentes do São Paulo e Corinthians. A discussão começou depois que o presidente corintiano Andrés Sanchez começou a acusar o São Paulo, de ter roubado o jogador das categorias de base do seu clube. Para acabar de vez com a discussão, o jogador esclareceu o caso publicamente em uma entrevista para o jornal O Estado de S. Paulo.
Porém após ter se destacado no clássico contra o Palmeiras, o jogador recebeu em casa a visita da equipe de reportagem do site GloboEsporte.com e seu pai tratou de explicar detalhadamente o caso sobre o suposto roubo do jogador. Revelou que o jogador saiu do Corinthians com treze anos, ainda na época em que o clube recebia investimentos, providos pela parceria do clube com a MSI em 2005, e também que isso tinha acontecido quando o Andrés ainda não era o presidente. Para finalizar ele disse que se fosse necessário, falaria isso na cara de quem fosse preciso.
Depois de jogar nove partidas como profissional sendo chamado pelo apelido de Marcelinho, o jogador pediu para ser chamado pelo seu nome verdadeiro e que não havia pedido antes porque achava normal, mas resolveu mudar porque queria fazer a sua própria história no futebol, sem ser comparado com ninguém. O primeiro jogo do jogador como Lucas, ocorreu no dia 16 de setembro, contra o Internacional pelo Campeonato Brasileiro.
Após um excelente ano de estreia como profissional, no fim de 2010 a FIFA citou o jogador como uma das principais revelações do ano.

#### 2011
Em 17 de fevereiro, Lucas assinou a renovação de seu contrato com o São Paulo até 31 de dezembro de 2015, tendo agora uma multa rescisória de 180 milhões de reais, fato que o tornou o segundo jogador mais caro do país, atrás apenas de Ronaldinho Gaúcho, do Flamengo. No dia 6 de abril, num jogo importante pela Copa do Brasil, Lucas teve a sua primeira expulsão como profissional contra o Santa Cruz, causada por um desentendimento com o zagueiro Everton Sena, que o marcara individualmente durante os dois confrontos.
Já pelo Campeonato Brasileiro, Lucas tornou-se o goleador mais jovem do São Paulo na história da competição; ele anotou nove gols durante o campeonato.

#### 2012
Depois de uma ótima segunda temporada, Lucas começou 2012 muito criticado pelo individualismo, mas deu a volta por cima e tornou-se a principal arma ofensiva tricolor ao lado de Luís Fabiano. O meia marcou gols importantes, como o único da vitória sobre o Coritiba na primeira partida da semifinal da Copa do Brasil. Na partida seguinte, contra o Atlético Mineiro, Lucas atingiu a marca de 100 jogos com a camisa do São Paulo.
No dia 27 de outubro, em um jogo contra o Sport, Lucas marcou seu primeiro hat-trick com a camisa do São Paulo; naquela partida, o tricolor venceu o rubro-negro pernambucano por 4 a 2.
O jogador realizou seu último jogo pelo São Paulo no dia 12 de dezembro, antes de se apresentar para o Paris Saint-Germain. Na partida, o meia marcou um gol e deu assistência para o segundo gol na vitória do clube sob o Tigre, da Argentina, pela final da Copa Sul-Americana, onde seu time sagrou-se campeão.

### Paris Saint-Germain
No dia 8 de agosto de 2012, o São Paulo anunciou a venda de Lucas ao Paris Saint-Germain por 43 milhões de euros (108,34 milhões de reais), tornando-se esta a segunda maior transferência em toda a história do futebol brasileiro, superando a de Oscar, que havia sido transferido para o Chelsea algumas semanas antes. O acordo prevê que Lucas se apresentará a equipe francesa em janeiro de 2013, disputando o final do Campeonato Brasileiro no Tricolor. Quanto aos valores, ficou definido que o São Paulo receberá 75% do montante, o que corresponde a 32,2 milhões de euros (81 milhões de reais). O atacante e seus representantes ficarão com o restante, 25%, equivalente a 27 milhões de reais (10,7 milhões de euros). Lucas se apresentou oficialmente ao Paris Saint-Germain em 31 de dezembro de 2012. Lucas disse que o diretor esportivo Leonardo o ajudou muito em sua decisão de se mudar para a França.
| “ | O PSG tem uma grande história com os jogadores brasileiros, e espero poder escrever uma página dessa história e dar alegrias aos torcedores. | ” |

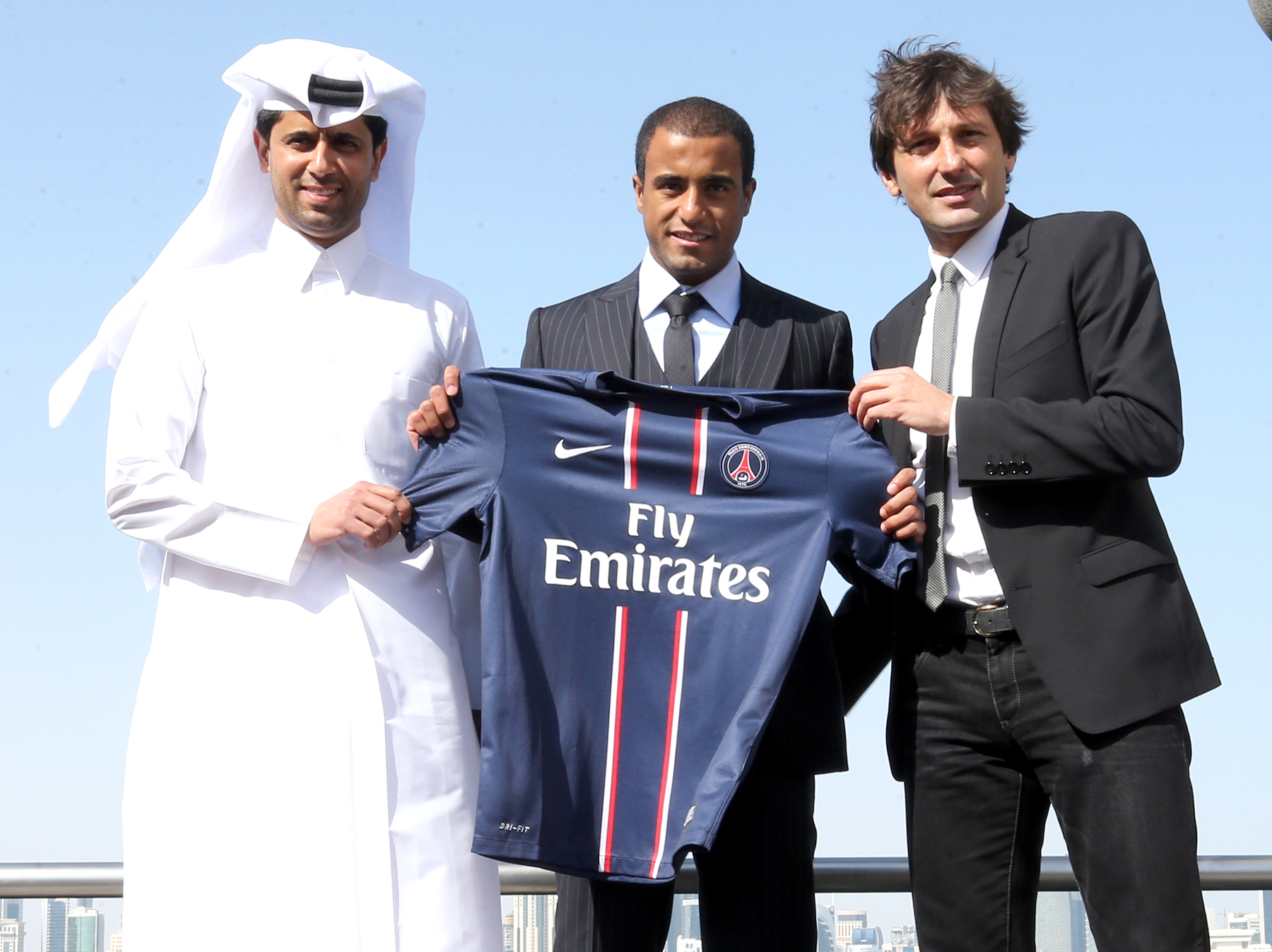
Lucas na sua apresentação com Leonardo e o presidente do clube Nasser Al-Khelaïfi

Lucas realizou sua estreia pelo PSG no dia 2 de janeiro de 2013, num amistoso contra o Lekhwiya, do Catar, em que sua equipe goleou por 5 a 1 na cidade de Doha. Lucas atuou apenas 45 minutos na partida amistosa de pré-temporada.
O jogador fez sua estreia oficial com a camisa do PSG no dia 11 de janeiro, contra o Ajaccio, em partida pela Ligue 1. O jogo terminou em empatado em 0 a 0, Lucas atuou durante 84 minutos em campo e, ao ser substituído, foi bastante aplaudido e teve seu nome cantado. Na ocasião, o estádio cantou repetidamente: "Lucás, Lucás, Lucás", por serem franceses, ficou um tom forte na vogal a, tornando o som á. Voltou a atuar no dia 20 de janeiro, dando um lindo passe para Zlatan Ibrahimović fazer o único gol e garantir a vitória contra o Bordeaux. Em 27 de janeiro, Lucas novamente começou como titular e sua equipe venceu por 1 a 0 contra o Lille. Deu dois passes para gol em 1 de fevereiro, na goleada do PSG por 4 a 0 sobre o Toulouse. Já pela Liga do Campeões, Lucas deu a assistência para o argentino Javier Pastore marcar contra o Valencia; na ocasião, os franceses venceram fora de casa por 2 a 1.[carece de fontes?] Lucas chegou a balançar as redes no dia 24 de fevereiro, contra o Olympique de Marseille, no que seria o seu primeiro gol pelo PSG. No entanto, no final da partida o árbitro marcou gol contra do zagueiro Nicolas Nkoulou.

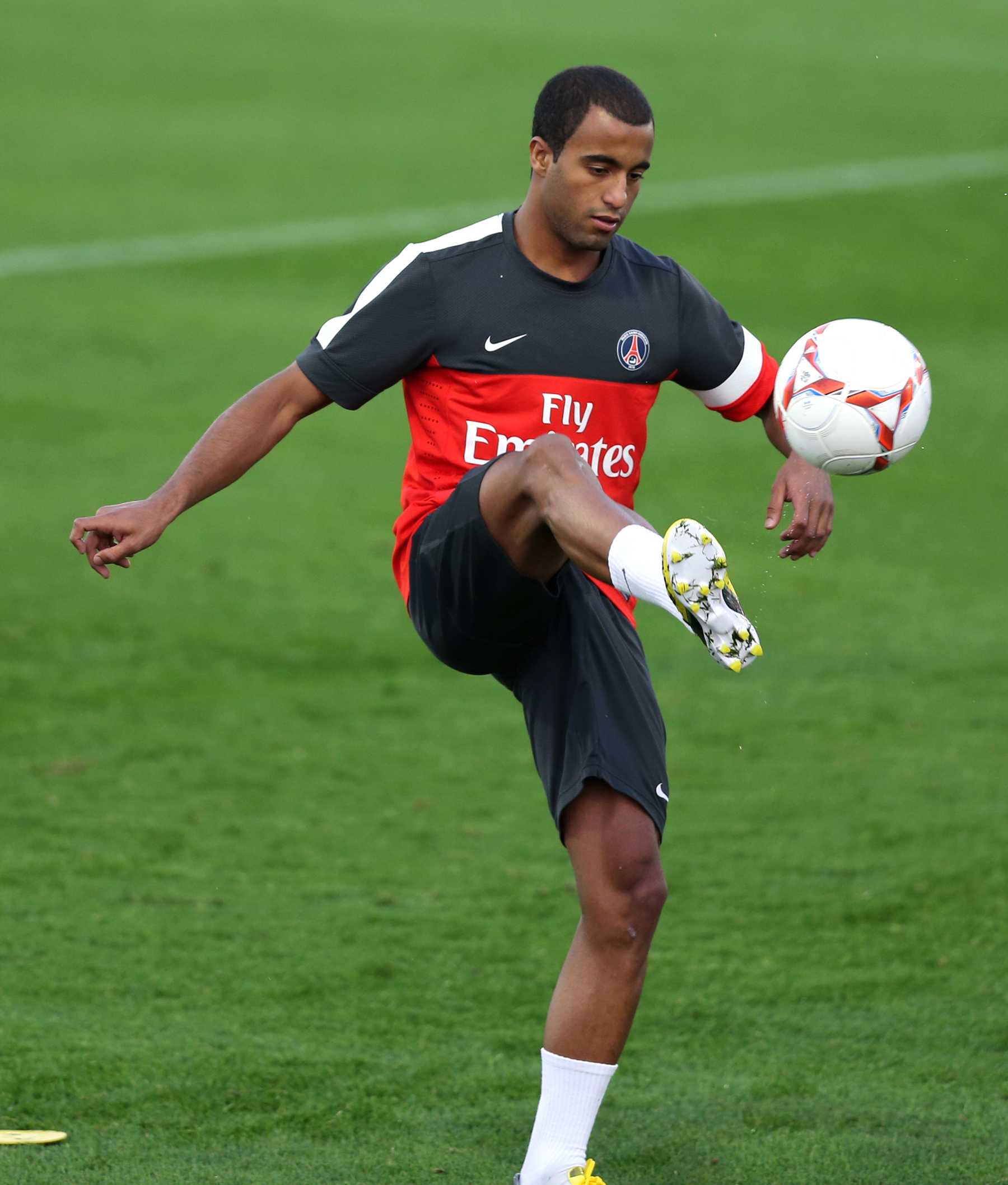
Lucas pelo Paris Saint-Germain em 2013

Já no dia 12 de maio, o Paris Saint-Germain venceu o Lyon e conquistou o Campeonato Francês, sendo o primeiro título de Lucas no clube parisiense.
Depois de 21 jogos pelo PSG, o jogador enfim marcou seu primeiro gol pelo time; foi numa vitória por 2 a 0 diante do Bordeaux, em partida válida pelo Campeonato Francês. Seu terceiro gol pelo Paris Saint-Germain foi diante do Reims, numa vitória por 3 a 0 fora de casa, novamente pelo Campeonato Francês. Já na vitória por 3 a 1 diante do Lille, Lucas foi um dos destaques fazendo seu gol e ajudando nos dois gols marcados por Marquinhos e Blaise Matuidi.
Novamente Lucas sagrou-se campeão da Ligue 1, sendo o quarto título nacional da história do PSG. No jogo que marcou a entrega da taça do Campeonato Francês, Lucas deixou o seu gol na goleada por 4 a 0 contra o Montpellier.
Na temporada 2014–15, foi confirmado que Lucas usaria a camisa de número 7, o seu preferido desde que começou a sua carreira no futebol. Seu primeiro gol na temporada foi no dia 16 de agosto de 2014, numa vitória por 2 a 0 contra o Bastia.
Em 25 de janeiro de 2015, Lucas completou 100 jogos pelo PSG na vitória por 1 a 0 sobre o Saint-Étienne.
No dia 24 de janeiro de 2017, contra o Bordeaux, o brasileiro completou 200 jogos com a camisa do PSG. Na ocasião, a sua equipe goleou por 4 a 1.

### Tottenham
Foi anunciado como novo jogador do Tottenham no dia 31 de janeiro de 2018, assinando contrato até 2023. Estreou em 13 de fevereiro, entrando nos minutos finais no empate em 2–2 com a Juventus, partida de ida das oitavas de final da Liga dos Campeões. Em sua primeira partida como titular, marcou seu primeiro gol pelo Tottenham no empate em 2–2 com o Rochdale, pelas oitavas de final da Copa da Inglaterra. No jogo de volta contra o Rochdale, teve outra boa atuação, dando duas assistências para Llorente na goleada por 6–1, em Wembley, classificando o Tottenham para as quartas de final da Copa da Inglaterra.

#### 2018–19
Em 11 de agosto, realizou seu primeiro jogo na temporada atuando 68 minutos contra o Newcastle em partida vencida pelos Spurs por 2 a 1 pela Premier League. Uma semana após a estreia, Lucas marcou seu primeiro gol na temporada contra o Fulham na vitória por 3 a 1 no Wembley Stadium. Em 27 de agosto, assinalou dois gols na vitória por 3–0 sobre o Manchester United em Old Trafford, tentos marcados após assistências de Christian Eriksen e Harry Kane. Em 8 de maio de 2019, marcou um hat trick no jogo de volta da semifinal da Liga dos Campeões sobre o Ajax, levando o Tottenham a sua primeira final de Liga dos Campeões. Tornou-se o quinto jogador na história da Liga dos Campeões a ter feito um hat-trick em uma semifinal, depois de Alessandro Del Piero, Ivica Olić, Robert Lewandowski e Cristiano Ronaldo.
Na final da Champions, Lucas entrou aos 20 minutos do segundo tempo, na vaga de Harry Winks; no entanto, o Liverpool triunfou por 2 a 0, com gols de Mohamed Salah e Divock Origi.

#### 2019–20
Lucas começou muito bem a pré-temporada, porém continuou como opção para o técnico Mauricio Pochettino. Contudo, o trabalho de Pochettino não estava fluindo, assim ele foi demitido. Para substituir Pochettino o Tottenham contratou José Mourinho que deu mais oportunidades para Lucas no time titular.
Em 23 de junho, Lucas completou 100 jogos com a camisa dos Spurs em vitória de 2 a 0, jogo contra o West Ham, em seus 100 jogos Lucas Moura fez 23 gols e nove assistências.

#### 2020–21
A temporada foi regular onde Lucas jogou 50 partidas por todas as competições, marcou nove gols e deu oito assistências.[carece de fontes?]

#### 2021–22
Lucas participou de 45 jogos do Tottenham na temporada 2021–22, a maioria como titular, e marcou seis gols e deu oito assistências. Só Kane e Son fizeram mais gols, contudo teve uma queda acentuada no segunda parte da época.
Em 2022, atuou como titular nos dois primeiros jogos, depois foi alternando entre titularidade e suplência, porém a partir de 19 de fevereiro, passou a ser reserva do sueco Dejan Kulusevski.
Lucas ajudou muito na volta Tottenham para Liga dos Campeões e na última rodada deu uma assistência para Son na goleada sobre o Norwich por 5 a 0, fora de casa.
Em 12 de maio, Lucas completou 200 partidas com a camisa do Tottenham, na vitória por 3 a 0, em partida atrasada da 22.ª rodada do Campeonato Inglês no clássico do norte de Londres, contra o Arsenal.

#### 2022–23
Com a chegada de Kulusevski, Yves Bissouma e  Richarlison, Lucas passou a ser a 5.ª opção ofensiva de um dos ataques mais fortes da Premier League. Nas cinco primeiras rodadas em 2022/23, Lucas esteve no banco de reservas, tendo atuado apenas 26 minutos, sem gols ou assistências.
Lucas sofreu com lesões e só esteve em 19 dos 48 jogos do Tottenham na atual temporada e marcou três gols, sem assistências. Ele foi titular apenas sete vezes em 2022/23.
Em 18 de maio o Tottenham anunciou a saída de Lucas Moura, ele tinha contrato até o fim da atual temporada e o mesmo não foi renovado pelo time londrino.
Lucas encerrou sua passagem pelo time londrino, onde ele disputou 219 partidas, com 39 gols e 25 assistências.

### Retorno ao São Paulo
Em agosto de 2023, após ficar três meses sem clube, Lucas acertou retorno ao São Paulo Futebol Clube, depois de onze anos de sua última passagem no clube. Com muita badalação e engajamento nas redes sociais, a contratação foi consolidada como a principal da janela de inverno no futebol brasileiro. O contrato prevê a permanência do jogador até o mês de dezembro no clube paulista.
Em sua apresentação no Tricolor, recebeu a camisa 7, já usada em sua primeira passagem, cedida pelo anterior detentor da numeração, Alisson.
Em 6 de julho, realizou sua reestreia pelo São Paulo, entrando no segundo tempo da derrota por 2x0 sob o Atlético Mineiro, no Morumbi. No pré-jogo, participou de uma emocionante apresentação à torcida Tricolor junto do também badalado reforço James Rodríguez. Na partida, Lucas fez uma estreia positiva, sendo o jogador da equipe com mais chances criadas, mas, no segundo tempo, cometeu um pênalti em cima de Patrick, que resultou no segundo gol atleticano. Lucas Moura anotou seu primeiro gol no retorno ao São Paulo em 13 de agosto, no empate por 1 a 1, contra o Flamengo. O jogo foi válido pela 19ª rodada do  Brasileirão.
Em 16 de agosto, Lucas foi o herói da classificação do São Paulo para a final da Copa do Brasil, na vitória por 2x0 sobre o Corinthians, no Morumbi. Sendo esse seu terceiro jogo, marcou o gol da vitória, e da virada do Tricolor no agregado, suficiente para levar o clube à grande final. Em 24 de agosto, marcou o único gol do Tricolor na derrota fora de casa por 2x1 sob a LDU, na Sul-americana. Esse foi o primeiro jogo de Lucas na competição desde sua saída em 2012.
Fez parte do grupo que ficou marcado na história do futebol brasileiro ao levarem o São Paulo ao seu primeiro título de Copa do Brasil na história, após derrotar o Flamengo por 2x1 no agregado da final. Lucas foi destaque e um dos principais jogadores da campanha.
Em 22 de dezembro, acertou sua renovação com o São Paulo até o fim de 2026.

## Seleção Brasileira

### Sub-20
Em 30 de novembro de 2010, foi convocado pelo técnico Ney Franco para a Seleção Brasileira Sub-20, e participou do Sul-Americano Sub-20 de 2011, onde ganhou repercussão nacional, ao se destacar nas partidas. Vestindo a camisa 10, acabou como segundo artilheiro da competição, atrás apenas de Neymar, marcando três gols na final contra o Uruguai.

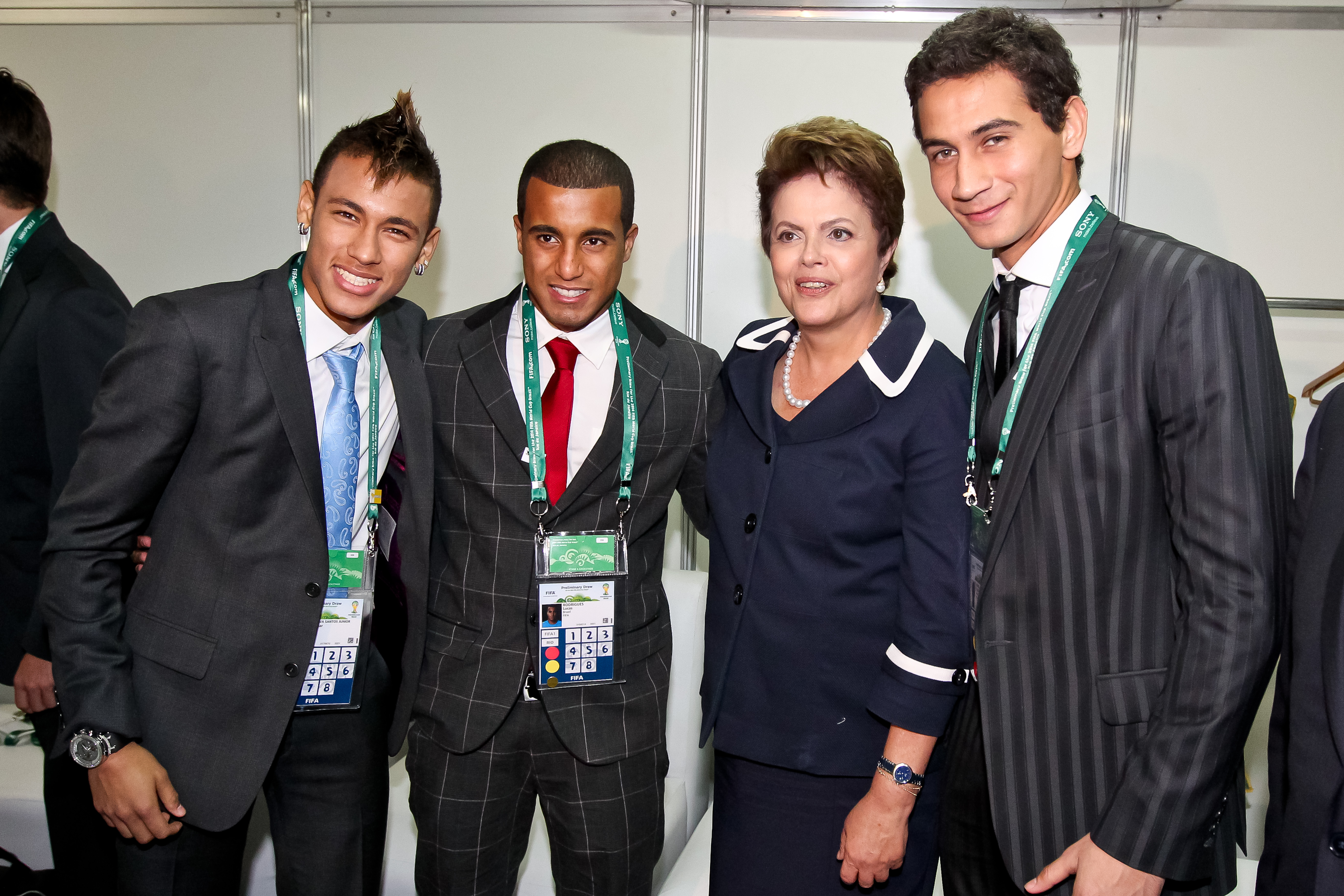
Neymar, Lucas, a presidente Dilma Rousseff e Paulo Henrique Ganso após o sorteio para a Copa do Mundo de 2014

### Principal
No dia 3 de março de 2011, o jogador foi convocado pela primeira vez para a seleção principal sob o comando de Mano Menezes, para um amistoso contra a Escócia. No jogo, começou no banco de reservas e atuou apenas durante os 15 minutos finais, dando velocidade ao jogo com jogadas individuais. Em maio, foi convocado para disputar mais dois amistosos, contra Holanda e Romênia. No jogo contra a Holanda, entrou na metade do segundo tempo, dando novamente, a um jogo lento, grande velocidade e jogadas individuais. Contra a Romênia, partida marcada pela despedida do atacante Ronaldo da seleção, Lucas entrou também na metade do segundo tempo, dando novamente, mais velocidade ao jogo.

### Copa América de 2011
No dia 7 de junho de 2011, Mano o convocou novamente, desta vez, para a disputa da Copa América. Lucas foi reserva durante todo o torneio, mas atuou em todas as partidas entrando no decorrer delas. O Brasil terminou eliminado nas quartas-de-final, após ser derrotado pelo Paraguai nos pênaltis.

### Pós-Copa América

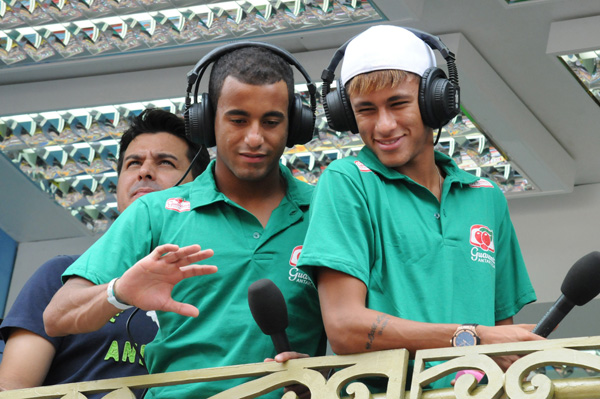
Lucas e Neymar em 2012

Recebeu outra convocação do técnico Mano Menezes para disputar um amistoso contra a seleção da Alemanha, onde o Brasil terminou derrotado por 3-2. Lucas não entrou. No final de agosto, foi novamente convocado para disputar outro amistoso contra a seleção da Gana. O Brasil venceu a partida por 1-0, porém, Lucas novamente não foi utilizado.
Em 5 de setembro de 2011, Lucas foi convocado para disputar o primeiro amistoso contra a Argentina no dia 14 de setembro de 2011, junto de seus companheiros de equipe Casemiro, Rhodolfo e Cícero. No segundo jogo do Superclássico das Américas, no dia 29 de setembro, teve uma atuação de gala, marcando um golaço e sendo eleito o melhor jogador da competição.

### Olimpíadas
Em julho de 2012, fez parte do grupo que ganhou a Prata nas Olimpíadas de 2012. Apesar de ser reserva na competição, foi muito ovacionado quando entrou nas partidas. Ao perder a final contra o México, Lucas desabou em campo, e começou a chorar. Fato que marcou as Olimpíadas.

### Era Felipão
Apesar de Lucas ter passado por todas as divisões de base da Seleção Brasileira e ter participado da "Era Mano Menezes", não ganhou espaço com Luiz Felipe Scolari e acabou não sendo convocado para disputar a Copa do Mundo de 2014 em seu país. Acabou ficando apenas na lista dos 35 pré-convocados.
No ano anterior foi convocado para a Copa das Confederações FIFA de 2013, porém, atuou somente contra Japão e México, na 1.ª e na 2.ª rodada.

### Copa América de 2016
No dia 31 de maio de 2016, após ser detectado uma lesão em Rafinha, Lucas foi chamado para disputar a Copa América Centenário em 2016
Era Dorival
No dia 31 de agosto de 2024, após ser detectado uma lesão em Savinho, Lucas foi chamado para disputar os amistosos contra Equador e Paraguai em 2024.

## Estatísticas
Atualizadas até 10 de novembro de 2024.
| Clube               | Temporada         | Campeonato nacional | Campeonato nacional | Campeonato nacional | Copa nacional[a] | Copa nacional[a] | Copa nacional[a] | Competições continentais[b] | Competições continentais[b] | Competições continentais[b] | Outros torneios[c] | Outros torneios[c] | Outros torneios[c] | Total | Total | Total   |
| Clube               | Temporada         | Jogos               | Gols                | Assist.             | Jogos            | Gols             | Assist.          | Jogos                       | Gols                        | Assist.                     | Jogos              | Gols               | Assist.            | Jogos | Gols  | Assist. |
| ------------------- | ----------------- | ------------------- | ------------------- | ------------------- | ---------------- | ---------------- | ---------------- | --------------------------- | --------------------------- | --------------------------- | ------------------ | ------------------ | ------------------ | ----- | ----- | ------- |
| São Paulo           | 2010              | 25                  | 4                   | 4                   | —                | —                | —                | —                           | —                           | —                           | —                  | —                  | —                  | 25    | 4     | 4       |
| São Paulo           | 2011              | 28                  | 9                   | 4                   | 4                | 0                | 1                | 3                           | 1                           | 1                           | 8                  | 3                  | 2                  | 43    | 13    | 8       |
| São Paulo           | 2012              | 21                  | 6                   | 6                   | 9                | 2                | 2                | 9                           | 2                           | 2                           | 21                 | 6                  | 4                  | 60    | 16    | 14      |
| São Paulo           | 2023              | 14                  | 1                   | 0                   | 3                | 1                | 0                | 2                           | 1                           | 0                           | —                  | —                  | —                  | 19    | 3     | 0       |
| São Paulo           | 2024              | 28                  | 10                  | 6                   | 5                | 1                | 0                | 7                           | 1                           | 0                           | 7                  | 2                  | 4                  | 43    | 14    | 10      |
| São Paulo           | Total             | 116                 | 30                  | 20                  | 21               | 4                | 3                | 21                          | 5                           | 3                           | 36                 | 11                 | 10                 | 194   | 50    | 36      |
| Paris Saint-Germain | 2012–13           | 10                  | 0                   | 3                   | 1                | 0                | 0                | 4                           | 0                           | 1                           |                    |                    |                    | 15    | 0     | 4       |
| Paris Saint-Germain | 2013–14           | 36                  | 5                   | 11                  | 6                | 0                | 2                | 10                          | 0                           | 1                           | 1                  | 0                  | 1                  | 53    | 5     | 15      |
| Paris Saint-Germain | 2014–15           | 29                  | 7                   | 5                   | 8                | 1                | 3                | 8                           | 0                           | 1                           | 1                  | 0                  | 0                  | 46    | 8     | 9       |
| Paris Saint-Germain | 2015–16           | 36                  | 9                   | 4                   | 10               | 2                | 1                | 9                           | 2                           | 1                           | 1                  | 0                  | 0                  | 56    | 13    | 6       |
| Paris Saint-Germain | 2016–17           | 37                  | 12                  | 6                   | 8                | 5                | 4                | 7                           | 1                           | 1                           | 1                  | 1                  | 0                  | 53    | 19    | 11      |
| Paris Saint-Germain | 2017–18           | 5                   | 1                   | 1                   | 1                | 0                | 0                | —                           | —                           | —                           | —                  | —                  | —                  | 6     | 1     | 1       |
| Paris Saint-Germain | Total             | 153                 | 34                  | 30                  | 34               | 8                | 10               | 38                          | 3                           | 5                           | 4                  | 1                  | 1                  | 229   | 46    | 46      |
| Tottenham           | 2017–18           | 6                   | 0                   | 1                   | 4                | 1                | 3                | 1                           | 0                           | 0                           | —                  | —                  | —                  | 11    | 1     | 4       |
| Tottenham           | 2018–19           | 32                  | 10                  | 0                   | 5                | 0                | 1                | 12                          | 5                           | 0                           | —                  | —                  | —                  | 49    | 15    | 1       |
| Tottenham           | 2019–20           | 35                  | 4                   | 4                   | 6                | 2                | 0                | 6                           | 1                           | 1                           | —                  | —                  | —                  | 47    | 7     | 5       |
| Tottenham           | 2020–21           | 30                  | 3                   | 4                   | 7                | 1                | 2                | 13                          | 5                           | 2                           | —                  | —                  | —                  | 50    | 9     | 8       |
| Tottenham           | 2021–22           | 34                  | 2                   | 6                   | 6                | 3                | 0                | 5                           | 1                           | 2                           | —                  | —                  | —                  | 45    | 6     | 8       |
| Tottenham           | 2022–23           | 13                  | 1                   | 0                   | 1                | 0                | 0                | 3                           | 0                           | 0                           | —                  | —                  | —                  | 17    | 1     | 0       |
| Tottenham           | Total             | 150                 | 20                  | 15                  | 29               | 7                | 6                | 40                          | 12                          | 5                           | —                  | —                  | —                  | 219   | 39    | 26      |
| Total na carreira   | Total na carreira | 419                 | 84                  | 65                  | 84               | 19               | 19               | 99                          | 20                          | 13                          | 40                 | 12                 | 11                 | 642   | 135   | 108     |

- a. ^ Jogos da Copa do Brasil, Copa da França, Copa da Liga Francesa, Copa da Inglaterra e Copa da Liga Inglesa
- b. ^ Jogos da Copa Sul-Americana, Liga dos Campeões da UEFA e Copa Libertadores
- c. ^ Jogos do Campeonato Paulista e Supercopa da França

### Seleção Brasileira
Abaixo estão listados todos os jogos, gols e assistências do futebolista pela Seleção Brasileira.
Seleção principal
| Ano               | Copa América | Copa América | Copa América | Copa das Confederações | Copa das Confederações | Copa das Confederações | Qualificação Mundial | Qualificação Mundial | Qualificação Mundial | Amistosos | Amistosos | Amistosos | Total | Total | Total   |
| Ano               | Jogos        | Gols         | Assist.      | Jogos                  | Gols                   | Assist.                | Jogos                | Gols                 | Assist.              | Jogos     | Gols      | Assist.   | Jogos | Gols  | Assist. |
| ----------------- | ------------ | ------------ | ------------ | ---------------------- | ---------------------- | ---------------------- | -------------------- | -------------------- | -------------------- | --------- | --------- | --------- | ----- | ----- | ------- |
| 2011              | 4            | 0            | 0            | —                      | —                      | —                      | —                    | —                    | —                    | 6         | 1         | 0         | 10    | 1     | 0       |
| 2012              | —            | —            | —            | —                      | —                      | —                      | —                    | —                    | —                    | 12        | 2         | 2         | 12    | 2     | 2       |
| 2013              | —            | —            | —            | 2                      | 0                      | 0                      | —                    | —                    | —                    | 7         | 1         | 2         | 9     | 1     | 2       |
| 2015              | —            | —            | —            | —                      | —                      | —                      | —                    | —                    | —                    | 2         | 0         | 2         | 2     | 0     | 2       |
| 2016              | 1            | 0            | 0            | —                      | —                      | —                      | —                    | —                    | —                    | —         | —         | —         | 1     | 0     | 0       |
| 2018              | —            | —            | —            | —                      | —                      | —                      | —                    | —                    | —                    | 1         | 0         | 0         | 1     | 0     | 0       |
| 2024              | —            | —            | —            | —                      | —                      | —                      | 2                    | 0                    | 0                    | —         | —         | —         | 2     | 0     | 0       |
| Total na carreira | 5            | 0            | 0            | 2                      | 0                      | 0                      | 2                    | 0                    | 0                    | 28        | 4         | 6         | 37    | 4     | 6       |

Seleção Sub-23
| Ano               | Jogos Olímpicos | Jogos Olímpicos | Jogos Olímpicos |
| Ano               | Jogos           | Gols            | Assist.         |
| ----------------- | --------------- | --------------- | --------------- |
| 2012              | 4               | 0               | 0               |
| Total na carreira | 4               | 0               | 0               |

Seleção Sub-20
| Ano               | Campeonato Sul-americano | Campeonato Sul-americano | Campeonato Sul-americano |
| Ano               | Jogos                    | Gols                     | Assist.                  |
| ----------------- | ------------------------ | ------------------------ | ------------------------ |
| 2011              | 9                        | 4                        | 0                        |
| Total na carreira | 9                        | 4                        | 0                        |

## Títulos

### Profissional
São Paulo
- Copa Sul-Americana: 2012[89]
- Copa do Brasil: 2023[90]
- Supercopa Rei: 2024[91]

Paris Saint-Germain
- Ligue 1: 2012–13, 2013–14, 2014–15, 2015–16 e 2017–18
- Supercopa da França: 2013, 2014, 2015 e 2016
- Copa da Liga Francesa: 2013–14, 2014–15, 2015–16 e 2016–17
- Copa da França: 2014–15, 2015–16 e 2016–17

Seleção Brasileira
- Copa das Confederações FIFA: 2013

### Base
São Paulo
- Copa São Paulo de Futebol Júnior: 2010

Seleção Brasileira
- Campeonato Sul-Americano Sub-20: 2011

### Prêmios individuais
- Copa do Atlântico Sub-19: 2010 (Bola de Ouro)
- Revelação do Campeonato Brasileiro: 2010
- Campeonato Paulista: 2011 (Revelação do Campeonato)
- Campeonato Paulista (Mesa Redonda): 2011 (Melhor Meia)
- Campeonato Paulista (Diário de São Paulo): 2011 (Melhor Meia)
- Sul-Americano Sub-20: 2011 (Melhor Meia)
- Sul-Americano Sub-20: 2011 (Melhor Jogador da Final)
- FPF - Seleção do Campeonato Paulista: 2012 (Melhor Meia pela Direita), 2025[92] (Melhor Meio-campista)
- Premio Ginga (Revelação): 2011
- Melhor meia direita do Campeonato Brasileiro pelo Prêmio Craque do Brasileirão: 2012
- Prêmio Bola de Prata: Melhor atacante do Campeonato Brasileiro: 2012
- Artilheiro do Superclássico das Américas: 2012 (1 gol)
- Seleção ideal da Copa Sul-americana: 2012
- Melhor jogador da Copa Sul-americana: 2012
- Melhor jogador da final da Copa Sul-americana: 2012
- 3.º Melhor jogador das Américas (El país): 2012
- Seleção Ideal do Campeonato Francês (L'Equipe): 2013–14
- Jogador do mês da Ligue 1: Outubro de 2014
- Jogador do mês da Premier League: Agosto de 2018
- Equipe ideal da Liga dos Campeões da UEFA: 2018–19[93]